# Краснянська волость (Аккерманський повіт)
Краснянська волость — адміністративно-територіальна одиниця Аккерманського повіту Бессарабської губернії.
Станом на 1886 рік — складалася з 1 поселення, 1 сільської громади. Населення — 1890 осіб (953 осіб чоловічої статі та 937 — жіночої), 195 дворових господарств.
|                     | Площа, десятин | У тому числі орної, десятин |
| ------------------- | -------------- | --------------------------- |
| Сільських громад    | 6641           | 3127                        |
| Приватної власності | —              | —                           |
| Казенної власності  | —              | —                           |
| Іншої власності     | 120            | 70                          |
| Загалом             | 6761           | 3197                        |

Поселення волості:
- Красне — колонія німців при річці Куяльник[2] за 94 версти від повітового міста, 1890 осіб, 195 дворів, костел, школа, 3 лавки.